# Marie Rötzer
Marie Rötzer (* 16. Juli 1967 in Mistelbach) ist eine österreichische Theaterintendantin. Seit 2016 hat sie die künstlerische Leitung des Landestheaters Niederösterreich.

## Leben und Wirken
Marie Rötzer studierte in Wien Theaterwissenschaft und Germanistik. Am Landestheater war sie als Dramaturgin in den Jahren 1993 bis 1995. Am Maxim-Gorki-Theater in Berlin war sie ab 1997, am Schauspielhaus Graz ab 2001 tätig. In Graz wurde sie Chefdramaturgin unter Matthias Fontheim. Mit ihm wechselte sie ans Staatstheater Mainz. In den Jahren 2009 und 2011 war sie Kuratorin der Theaterbiennale Neue Stücke aus Europa. Ab 2012 arbeitete sie als Referentin von Joachim Lux am Thalia Theater Hamburg.
Im Landestheater Niederösterreich folgte sie nach einem Auswahlverfahren mit 68 Mitbewerbern auf Bettina Hering, die nach Salzburg wechselte. 2018 wurde ihr Vertrag als künstlerische Leiterin des Landestheaters bis zur Saison 2022/23 verlängert und Ende 2021 um weitere fünf Jahre bis Juni 2028. Marie Rötzer ist künstlerische Beirätin des Festivals Tangente St. Pölten. Am 24. Juni 2024 wurde sie als Nachfolgerin von Herbert Föttinger als Direktorin des Theaters in der Josefstadt ab der Saison 2026/27 vorgestellt. Ihr Vertrag wurde auf fünf Jahre abgeschlossen. Als Künstlerische Leiterin des Landestheaters Niederösterreich soll ihr die deutsche Dramaturgin Patricia Nickel-Dönicke nachfolgen.

## Auszeichnungen
- Jakob-Prandtauer-Preis für Wissenschaft und Kunst (2023)[9]